# برج كيبكو
برج كيبكو هو أحد أعلى مباني ارتفاعاً في الكويت وهو ثالث أطول برج في الكويت حالياً ويتميز البرج بشكله وتصميمه و ألوانه. يتكون من 59 طابقا منهم 48 طابقا للمكاتب 11 طابقا سكنيا من 49 إلى 59 و يوجد في البرج نادي صحي ومحلات ومطاعم مثل جوني روكتس وبيتزا ميلان وبعض كافيهات مثل كاريبو كافيه وقريباً ستار بكس وو يوجد 3 طوابق للمحلات ومطاعم و كافيهات وكان اسمه قديماً برج المتحدة لشركة المتحدة والآن لشركة كيبكو العقارية ويوجد في البرج أنظمة وأجهزة مراقبة حديثة داخل وخارج البرج ويوجد 25 مصعد يصل 4 طوابق خلال ثانية وافتتح عام 2012 و برج كيبكو هو أكبر صرح معماري في الكويت وفي مباني في الكويت يجتاز برج كيبكو ارتفاعاً وتصميم.

## وصلات خارجية
- الموقع الإلكتروني